# Nikolaos Pappas (Basketballspieler)
Nikolaos „Nikos“ Pappas (griechisch Νικόλαος «Νίκος» Παππάς, * 11. Juli 1990 in Marousi bei Athen) ist ein griechischer Politiker (Syriza) und ehemaliger Basketballspieler. Seit 2024 ist er Mitglied des Europäischen Parlaments.

## Karriere
Nikolaos Pappas begann seine Karriere 2006 bei Panellinios Athen, wo er während der Saison 2007/2008 im ULEB Eurocup debütierte. 2008 wechselte er im Alter von 18 Jahren nach Spanien, wo er zuerst für CB Bilbao Berri und später für die B-Mannschaft von Real Madrid aktiv war. Nach seiner Rückkehr 2009 nach Griechenland spielte er für Kolossos Rhodos, PAOK Thessaloniki sowie für Panionios Athen, ehe er 2013 zusammen mit Vladimiros Giankovits zum griechischen Rekordmeister Panathinaikos Athen wechselte.

## Nationalmannschaft
Pappas durchlief sämtliche Jugend-Nationalmannschaften Griechenlands und konnte neben drei Europameisterschaften 2009 auch eine Vize-Weltmeisterschaft erreichen. Beim in Deutschland ausgetragenen Albert-Schweitzer-Turnier wurde er 2008 als MVP ausgezeichnet. 2012 wurde er im Vorfeld zur Qualifikation für die Olympischen Spiele in London erstmals in den Kader der Herrenauswahl berufen.

## Politik
Bei der Europawahl 2024 wurde er für Syriza ins Europäische Parlament gewählt.

## Erfolge
- Griechischer Meister: 2014, 2017, 2018, 2019, 2020
- Griechischer Pokalsieger: 2014, 2015, 2016, 2017, 2019
- U-18 Europameister: 2008
- U-20 Europameister: 2009
- U-18 Vize-Europameister: 2007
- U-20 Europameister: 2010
- U-19 Vize-Weltmeister: 2009
- Goldmedaille beim Albert-Schweitzer-Turnier: 2008

## Auszeichnungen
- MVP des griechischen All Star Game: 2014
- Teilnahme an der U-16 Europameisterschaften: 2006
- Teilnahme an der U-18 Europameisterschaften: 2007, 2008
- Teilnahme an der U-20 Europameisterschaften: 2009, 2010
- Teilnahme an der U-19 Weltmeisterschaften: 2009
- Teilnahme am griechischen All-Star-Game: 2013, 2014, 2020
- Bester Nachwuchsspieler der griechischen Meisterschaft: 2010
- All-Tournament Team: U-18 EM 2008, U-19 WM 2009, U-20 EM 2010